# James South
James South (octubre de 1785-19 de octubre de 1867) fue un astrónomo británico.

## Semblanza
South contribuyó al desarrollo de la Sociedad Astronómica de Londres, y gracias a una solicitud que firmó, la institución obtuvo el carácter de "real" en 1831, cuando se convirtió en la Real Sociedad Astronómica.
Junto con John Herschel confeccionó un catálogo de 380 estrellas binarias en 1824, observando de nuevo muchas de las que habían sido descubiertas por William Herschel. En los años siguientes logró observar 458 estrellas binarias más.
Se vio envuelto en problemas legales por culpa de Edward Troughton,  y que South consideraba defectuoso. Troughton le demandó para que le pagara y ganó el juicio. Entonces, South desmontó el telescopio; y las lentes, que habían sido compradas por separado, fueron preservadas y donadas al Observatorio de Dublín en 1862.

## Reconocimientos
- Ganó la Medalla Copley en 1826 y la Medalla de oro de la Real Sociedad Astronómica el mismo año.
- Fue nombrado Sir en 1831.

## Eponimia
- El cráter lunar South lleva este nombre en su memoria.[3]
- El cráter marciano South también conmemora su nombre.[4]